# Metelkova mesto
Metelkova mesto je autonomni kulturni centar u bivšoj kasarni JNA, u centru Ljubljane. 
AKC Metelkova zauzima prostor od 12,500 m² i čini je sedam građevina među kojima su: galerija Alkatraz, klub Gromka, Trg brez zgodovinskega spomina, radikalna infoteka Škratova čitalnica, klub Monokel, klub Tifani i umetnički ateljei i radionice, a donedavno i Mala šola, koja je srušena 2. avgusta 2006.

## Istorijat
Ideja o autonomnom centru dolazi sa kraja 1980-ih kada se 200-tinjak ljubljanskih intelektualaca, umetnika i aktivista okupilo u Mrežu za Metelkovu, nastojeći da dobiju prostor kasarne. Nakon što je JNA 1991. napustila Sloveniju, ta mogućnost je izgledala mnogo izvesnija i počeli su stalni pregovori sa gradskim vlastima, sa kojima je postignuta načelna saglasnost za dobijanje prostora. Neočekivano, u noći 9. na 10. septembar 1993. godine je počelo rušenje nekih od zgrada na Metelkovoj. 
Omladina je brzo regovala i septembra 1993. je stotinjak ljudi preskočilo ogradu i zauzelo kasarnu, a u njenom skvotiranju je učestvovao i izvestan broj istaknutih ljubljanskih intelektualaca. Takođe je postojala jaka podrška slovenačkog civilnog društva, umetnika i poznatih ličnosti, uključujući i Majku Terezu, koja je poslala pismo podrške. 
Međutim, bilo je i onih koji su protiv, a jedan slovenački desničarski političar je tada izjavio: 

Zauzeti ilegalno prostor može samo neko crnačko pleme ili neki Balkanci, a pravna država poput Slovenije to sebi ne može dopustiti.

Nakon tri meseca gradska vlast je isključila stuju i vodu, pa je dosta ljudi napustilo kasarnu, koja je dobrim delom bila ruinirana. Ipak, nekolicina najupornijih i dalje organizuje kulturna dešavanja, donoseći vodu u kanisterima i praveći struju na agregat. 

## Aktivnosti
Metelkova udomljuje grupe i pojedince koji bi teško dobili prostor za rad, a još teže bi ga plaćali. Na Metelkovoj postoje vežbaonice za bendove, muzički studio, slikarski i vajarski ateljei, pozorišni prostori, nekoliko barova, dva koncertna prostora, klub homoseksualaca, lezbijki, žensko savetovalište, klub makedonskog društva, izložbeni prostor galerije Alkatraz... Tamo se mogu sresti i ljudi koji tek počinju slikati i profestori Akademije likovnih umetnosti. Metelkova ima preko 70 dešavanja mesečno. 
Zgrade koje su nekada bile ruglo Ljubljane, predviđene za rušenje, postale su kulturni centar važan ne samo na balkanskom, već i na evropskom nivou, zahvaljujući borbi samoorganizovnih mladih ljudi. Metelkova Mesto i njeni aktivisti u kontaktu su sa brojnim nezavisnim umetničkim kolektivima na prostoru bivše Jugoslavije. 

## Spoljašnje veze
- https://radiostudent.si/

- Metelkova mesto Архивирано на веб-сајту  (8. новембар 2006)